# Мангистау (село)
Мангистау (каз. Маңғыстау) — село, административный центр Мунайлинского района Мангистауской области Казахстана. Административный центр и единственный населённый пункт Мангистауского сельского округа. Код КАТО: 475030100. Форма названия в русском языке: Мангышлак.
Расположено в 20 км от областного центра города Актау.
Железнодорожная станция Мангистау на линии Бейнеу — Жанаозен, ограничивающей село с юга. Предприятия по обслуживанию железнодорожного транспорта и нефтяной промышленности.
В 2005 году посёлок городского типа Мангистау получил статус села.

## Население
В 1999 году население села составляло 12 433 человека (6072 мужчины и 6361 женщина). По данным переписи 2009 года в селе проживало 14818 человек (7440 мужчин и 7378 женщин).
На начало 2019 года, население села составило 31368 человек (15840 мужчин и 15528 женщин).